# Gorenja vas
Gorenja vas (dt. Obersdorf) ist ein slowenisches Dorf, das etwa 35 km östlich der Hauptstadt Ljubljana (dt. Laibach) liegt und zur Gemeinde Ivančna Gorica in Unterkrain gehört. Im Ort gibt es eine Mühle mit Sägewerk, zwei Tischlereien und einen Obstdörrbetrieb.

## Lage
Der Ort liegt an einem Hang und östlich der Straße, die von Ivančna Gorica in Richtung Süden nach Muljava (dt. Mullau) führt.
Etwa vier Kilometer nördlich von Gorenja vas liegt das Kloster Stična, und ebenfalls etwa vier Kilometer in Richtung Westen liegt die Stadt Višnja Gora (dt. Weichselberg) mit den Ruinen des einstigen Stammsitzes der Grafen von Weichselberg.
Am Haus – vulgo „Skrun“ genannt – mit der Nummer 9, ist eine Gedenktafel angebracht, die an den slowenischen Dichter Miha Kastelic erinnert, der in diesem Haus am 1. September 1796 geboren wurde. Kastelic war der Begründer und Spiritus rector der Schrift Kranjska Čbelica (dt. Krainer Bienchen).

## Persönlichkeiten
- Miha Kastelic
- Alois Schusterschitz